# Antetonitrus
Antetonitrus foi um dinossauro herbívoro que viveu no final do período Triássico, na África do Sul.  Media 10 metros de comprimento e pesava 1,5 tonelada. Era o maior dinossauro vivo da época.

## Descoberta dos Fósseis
As ossadas foram descobertas nos anos 80 pelo paleontólogo James Kitching, mas nunca chegaram a ser estudadas. Adam Yates reconheceu que eram de um taxon separado.